# Out in L.A.
Out In L.A. es un disco recopilatorio de los Red Hot Chili Peppers lanzado el 1 de noviembre de 1994. 
Este disco recopila demos de canciones, casi todas de los dos primeros discos ("The Red Hot Chili Peppers" y "Freaky Styley"), y algunos covers de Jimi Hendrix y Thelonious Monster.

## Lista de canciones
1. Higher Ground [12" Vocal Mix] - 5:15
2. Hollywood (Africa) [Extended Dance Mix] - 6:32
3. If You Want Me to Stay [Pink Mustang Mix] - 7:03
4. Behind The Sun [Ben Grosse Remix] - 4:43
5. Castles Made Of Sand (Live) - 3:17
6. Special Secret Song Inside (Live) - 3:10
7. F.U. (Live) - 1:14
8. Get Up At Jump (Demo Version) - 2:49
9. Out in L.A. (Demo Version) - 1:54
10. Green Heaven (Demo Version) - 3:48
11. Police Helicopter (Demo Version) - 1:10
12. Nevermind (Demo Version) - 2:07
13. Sex Rap (Demo Version) - 1:33
14. Blues for Meister - 2:52
15. You Always Sing The Same (Demo Version) - 0:13
16. Stranded - 0:23
17. Flea Fly - 1:37
18. What It Is - 4:01
19. Deck the Halls - 1:03

## Datos del disco
El álbum vendió unas 400 000 copias a nivel mundial, llegando a clasificar en algunos rankings de ventas:
- USA Albums Charts: N.º 82
- UK Albums Charts: N.º 61
- Swedish albums chart: N.º 44
- Swiss albums chart: N.º 37

- Datos: Q1462403